# بیمارستان عمومی اسکاربرو
بیمارستان عمومی اسکاربرو (انگلیسی: Scarborough General Hospital) با نام رسمی بیمارستان عمومی شبکهٔ سلامت اسکاربرو بیمارستان اصلی منطقهٔ اسکاربرو در تورنتو است که در تقاطع خیابان مک‌کاون و لارنس شرقی واقع شده‌است.
این بیمارستان نخستین بار در سال ۱۹۵۶ میلادی توسط مجمع خواهران رحمت در اسکاربرو، تورنتو برپا شد. در سال ۱۹۹۸ میلادی، سپاه رستگاری که مؤسس بیمارستان برچمانت بود، مسئولیت ادارهٔ این بیمارستان را نیز بر عهده گرفت و یک شبکهٔ بیمارستانی ایجاد نمود.
در سال ۲۰۰۹ میلادی، بیمارستان عمومی اسکاربرو یک بخش اورژانس و مرکز مراقبت‌های ویژه جدید ۷۲ میلیون دلاری در بخش غربی ساختمان خود افتتاح نمود که فضای بخش اورژانس قبلی را دو برابر کرد و ۲۲ تخت مراقبت‌های ویژه به آن افزود. یک مرکز جدید کنترل عفونت و قرنطینه و همچنین پنج ناحیهٔ تخصصی برای پزشکی کودکان، ارزیابی‌های فوری، مراقبت‌های بحرانی، مراقبت‌های حاد و مراقبت‌های سرپایی ایجاد شد. این بیمارستان نخستین مرکز تصویربرداری اشعهٔ ایکس زیمنس YSIO DR را در اختیار گرفت که تصویربرداری‌ها را سریع‌تر و راحت‌تر انجام می‌دهد. این بیمارستان همچنین اولین مرکز درمانی در جهان است که دو سیستم تصویربرداری تشخیصی کلیدی با نام‌های آی‌پکس ۶٫۳٫۱ و کاردیوواسکولار ۷٫۷ را در یک پلت‌فرم واحد به خدمت گرفت که این امکان را به بیماران قلبی می‌دهد تا تشخیص و درمانی دقیق و فوری داشته باشند.
شبکهٔ بیمارستانی اسکاربرو قصد دارد که تعداد بیمارستان‌های خود را از سه در سال ۲۰۱۹، به دو بیمارستان تا سال ۲۰۳۱ کاهش دهد.